# Congiura contro Gesù

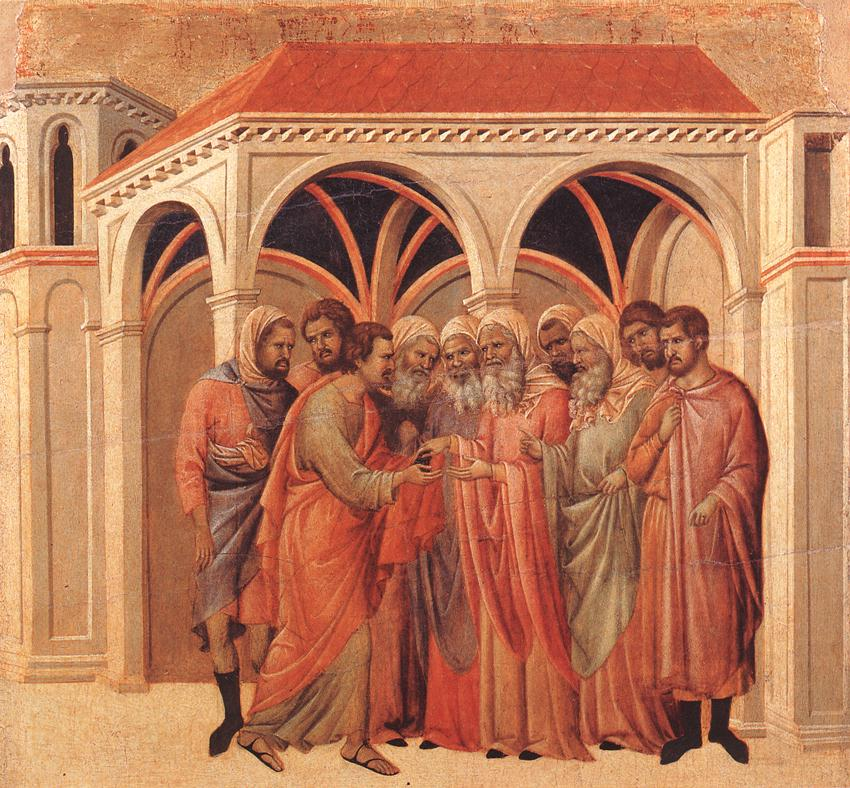
Duccio di Buoninsegna, Tradimento di Giuda, predella del polittico Maestà del Duomo di Siena, tempera su tavola, 1308-1311 (Museo dell'Opera del Duomo)

La congiura contro Gesù è un episodio della vita di Gesù raccontato dai vangeli canonici, che si svolge in due fasi: la cospirazione delle autorità ebraiche e il successivo accordo per la consegna di Gesù con Giuda Iscariota, un suo discepolo dissidente. 

## La congiura e il tradimento
I vangeli sinottici raccontano che dopo l’episodio della purificazione del tempio le autorità ebraiche si riuniscono per trovare un modo per fare morire Gesù, ma esitano per timore di suscitare reazioni ostili da parte del popolo, che considerava Gesù un profeta; infine decidono di cercare il momento favorevole, evitando di procedere durante la vicina festa di Pasqua. Il vangelo secondo Giovanni, che pone la purificazione del tempio all'inizio del ministero di Gesù, racconta invece che le autorità ebraiche si riuniscono dopo l'episodio della risurrezione di Lazzaro e su proposta del sommo sacerdote Caifa decidono di fare morire Gesù. Ritenendo che Gesù sarebbe andato a Gerusalemme per la festa di Pasqua ormai vicina, spargono la voce che se qualcuno avesse saputo dove era Gesù avrebbe dovuto denunciarlo alle autorità ebraiche perché potesse essere arrestato.
Successivamente, Giuda Iscariota si reca dai sacerdoti e si mette d'accordo con loro per consegnargli Gesù, trovando l’occasione migliore per farlo. I vangeli sinottici riportano che le autorità ebraiche promettono di dargli del denaro per ricompensarlo, ma solo il vangelo secondo Matteo specifica la quantità (trenta monete d'argento). Il vangelo di Giovanni non riporta il particolare dell’incontro di Giuda con i sacerdoti e l’accordo per una ricompensa in denaro, ma afferma che al momento dell'Ultima cena Giuda aveva già l’intenzione di tradire Gesù.
Il tradimento di Giuda si attuerà dopo la cena: Giuda va ad avvertire i sacerdoti (Giovanni riferisce che esce prima della conclusione della cena) e mentre Gesù prega di notte nel Getsemani ed è lontano dalla folla, conduce sul luogo le guardie e gli dà un bacio per identificarlo e permetterne l'arresto.

## Ipotesi sulle motivazioni della congiura e del tradimento
I vangeli sinottici mostrano che le autorità ebraiche erano allarmate e impaurite dalla crescente popolarità di Gesù, considerato pericoloso dai detentori del potere. Non c’erano in gioco solo questioni di ideologia religiosa. Come sottolinea il biblista Alberto Maggi, il Tempio di Gerusalemme prosperava con le offerte che il popolo portava per ottenere il perdono dei peccati o per ricevere qualche grazia e la sua ricchezza era diventata notevole. Gli stessi sacerdoti vivevano grazie alle offerte alimentari portate dal popolo (grano, olio, vino, animali). Le autorità ebraiche temevano che l'azione di Gesù avrebbe messo in crisi questo sacro commercio, cosa che avrebbe comportato minori entrate per il tempio e problemi per i sacerdoti, con la perdita del loro potere economico e sociale. Anche il vangelo di Giovanni mostra che le autorità ebraiche erano preoccupate per la popolarità di Gesù, ma sottolinea che temevano un movimento di popolo così ampio da preoccupare i Romani, suscitando un loro intervento militare. Secondo il biblista Mauro Pesce, la frase pronunciata da Caifa, secondo cui era preferibile la morte di un uomo solo anziché di tutta la nazione, non sarebbe storica ma risponderebbe ad una motivazione teologica: l'evangelista ha voluto evidenziare che il motivo più profondo della morte di Gesù non è stato di carattere politico, economico o religioso ma di carattere cosmico, cioè la lotta tra il male e il bene, tra il Figlio dell'uomo inviato da Dio e satana.
Sulla motivazione del tradimento di Gesù da parte di Giuda sono state avanzate diverse ipotesi, oltre a quella classica secondo cui il tradimento sarebbe avvenuto per denaro. I vangeli di Luca e Giovanni dicono che Giuda ha agito in questo modo perché influenzato da satana: secondo alcuni commentatori, ciò vuole dire che egli aveva del risentimento contro Gesù, ma i veri motivi di ciò sono ignoti. Secondo alcuni, Giuda sperava in un messia politico e sarebbe rimasto deluso da Gesù per cui, prevedendo la fine del suo movimento, avrebbe deciso di consegnarlo alle autorità ebraiche per salvare sé stesso. Altri ritengono invece che Giuda volesse forzare la mano a Gesù e spingerlo a rivelarsi come messia e a prendere finalmente il potere. Secondo un’altra ipotesi, Giuda sarebbe stato soltanto uno strumento divino: se non avesse consegnato Gesù non ci sarebbe stato il suo sacrificio, con la morte in croce seguita dalla sua risurrezione.